# Acanthochalcis nigricans
Acanthochalcis nigricans är en stekelart som beskrevs av Cameron 1884. Acanthochalcis nigricans ingår i släktet Acanthochalcis och familjen bredlårsteklar. Inga underarter finns listade i Catalogue of Life.